# Physotrichia diplolophioides
Physotrichia diplolophioides är en flockblommig växtart som beskrevs av H.Wolff. Physotrichia diplolophioides ingår i släktet Physotrichia och familjen flockblommiga växter. Inga underarter finns listade i Catalogue of Life.